# Целлариус, Андреас
А́ндреас Целла́риус (Андрей Целларий, Андреас Келлер, лат. Andreas Cellarius, нидерл. Andreas Keller, около 1596, Нойхаузен [ныне район Вормса] — 1665 Хорн) — немецкий математик, педагог, картограф, теоретик фортификации.

## Биография
Родился в Нойхаузене близ Вормса. Учился в Гейдельбергском университете. Протестант.
В 1625 году женился и жил в Амстердаме, где преподавал в латинской школе. С 1637 года и до самой смерти «ректор» аналогичной школы в Хорне.

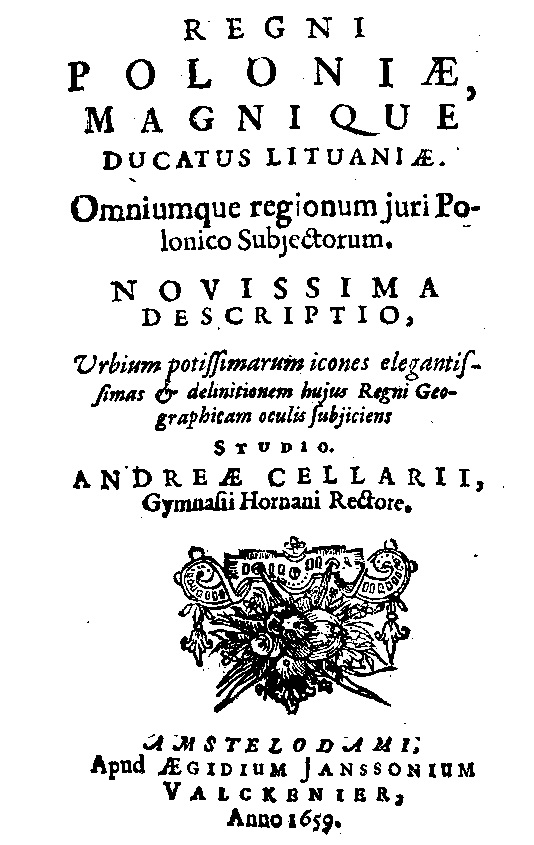
Обложка монографии А. Целлариуса Regni Poloniæ, Magnique Ducatus Lituaniæ

В 1652 году издал в Амстердаме на латыни монографию Regni Poloniæ, Magnique Ducatus Lituaniæ. Omniumque regionum juri Polonico Subjectorum. Novissima Descriptio, Urbium potissimarum icones elegantissimas et delinitionem hujus Regni Geographicam oculis subjiciens («Королевство Польськое, Великое княжевство Литовское. Все земли праву польському подвластные. Новейшее описание, изящнейшее изображение значительнейших городов и наглядный очерк географии сего Королевства»). В 1659 году в Амстердаме уидело свет второе издание этой монографии (на латыни). В 1600 году также в Амстердаме Regni Poloniæ была переиздана на немецком.
Целлариус писал свой труд не на основе личных наблюдений, а, по его собственным словам, «собрал с немалыми усилиями из разных авторов». Regni Poloniæ Целлариус посвятил одному из своих воспитанников — «благороднейшему и прекраснейшему юноше Якобу Форесту», сыну Теодора Фореста, одного из сановников Северной Голландии. Труд Целлариуса довольно обширен (605 страниц в 16°), содержит карту польских владений и краевиды известнейших мест. Есть много ссылок на разнообразнейшие источники, что готовит о большой начитанности автора. Перевод чатсти труда на русском вошёл в «Сборник материалов для исторической топографии Киева и его окрестностей» под редакцией В. Антоновича и Ф. Терновского.
Самым известным трудом учёного стала Harmonia Macrocosmica («Макрокосмическая гармония»), изданная в 1660 году и переизданная в следующем.
В честь учёного назван астероид 12618 Целлариус, открытый 24 сентября 1960 года.